# Hold On (canción de Triumph)
«Hold On» (en español: «Aférrate») es una canción de hard rock escrita por Rik Emmett, Gil Moore e Ian Levine.  Se encuentra originalmente como el séptimo tema del álbum Just a Game de la agrupación canadiense de hard rock Triumph, publicado en 1979 por Attic Records y RCA Records en Canadá y en Estados Unidos respectivamente.

## Publicación y recepción
Esta melodía fue lanzada como el primer sencillo del disco Just a Game en 1979 por las discográficas anteriormente mencionadas.
Logrando una buena aceptación en su país, «Hold On» alcanzó el 33.º lugar en la lista de los 100 sencillos más populares de la revista RPM Magazine el 15 de septiembre de 1979.  En los E.U.A., esta canción fue la primera de la banda en entrar en el Billboard Hot 100, haciéndolo hasta ubicarse en el lugar 38.º de este listado estadounidense.

## Versiones
En el mismo año, fueron publicadas dos versiones diferentes de «Hold On»: una en vinilo de 7 pulgadas y otra en vinilo de 12 pulgadas de edición promocional.  Ambas se diferencian por la melodía que contienen en el lado B de cada uno. La primera edición enlista el tema «Just a Game» (traducido del inglés: «Sólo un juego») en dicho lado, mientras que la segunda numera el tema principal pero como aparece en el álbum, es decir, en versión extendida.

## Lista de canciones

### Versión en vinilo de 7 pulgadas

#### Cara A
| side one |           |                                     |          |  |
| N.º      | Título    | Escritor(es)                        | Duración |  |
| 1.       | «Hold On» | Rik Emmett / Gil Moore / Ian Levine | 2:59     |  |

#### Cara B
| side one |               |              |          |  |
| N.º      | Título        | Escritor(es) | Duración |  |
| 2.       | «Just a Game» | Gil Moore    | 5:48     |  |

### Edición promocional de 12 pulgadas

#### Cara A
| side one |                              |                         |          |  |
| N.º      | Título                       | Escritor(es)            | Duración |  |
| 1.       | «Hold On» (versión de álbum) | Emmett / Moore / Levine | 6:04     |  |

#### Cara B
| side one |                                 |                         |          |  |
| N.º      | Título                          | Escritor(es)            | Duración |  |
| 2.       | «Hold On» (versión de sencillo) | Emmett / Moore / Levine | 2:59     |  |

## Créditos
- Rik Emmett — voz principal y coros, guitarra acústica y guitarra eléctrica
- Gil Moore — batería y coros
- Mike Levine — bajo y coros

## Posicionamiento
| Año  | País           | Lista                        | Posición máxima |
| ---- | -------------- | ---------------------------- | --------------- |
| 1979 | Canadá         | RPM Magazine Top 100 Singles | 33.º            |
| 1979 | Estados Unidos | Billboard Hot 100            | 38.º            |